# Michael Naumann
Michael Naumann (Köthen, 1941. december 8. –) német újságíró, könyvkiadó és író. Mikor 2004-ben Esterházy Péter kapta meg A német könyvszakma békedíja kitüntetést, ő méltatta a díjátadón.

## Családja
1953-ban menekült édesanyjával az NDK-ból Hamburgba, mert emigrált zsidó rokonaik miatt a Nemzetbiztonsági Minisztérium nem nézett rájuk pozitívan. Felesége Marie Warburg, Eric Warburg unokája és Max Warburg dédunokája.